# MNDO
 (mars 2025).
La mise en forme du texte ne suit pas les recommandations de Wikipédia : il faut le « wikifier ».
Les points d'amélioration suivants sont les cas les plus fréquents :
- Les titres sont pré-formatés par le logiciel. Ils ne sont ni en capitales, ni en gras.
- Le texte ne doit pas être écrit en capitales (les noms de famille non plus), ni en gras, ni en italique, ni en « petit »…
- Le gras n'est utilisé que pour surligner le titre de l'article dans l'introduction, une seule fois.
- L'italique est rarement utilisé : mots en langue étrangère, titres d'œuvres, noms de bateaux, etc.
- Les citations ne sont pas en italique mais en corps de texte normal. Elles sont entourées par des guillemets français : « et ».
- Les listes à puces sont à éviter, des paragraphes rédigés étant largement préférés. Les tableaux sont à réserver à la présentation de données structurées (résultats, etc.).
- Les appels de note de bas de page (petits chiffres en exposant, introduits par l'outil «  Source ») sont à placer entre la fin de phrase et le point final[comme ça].
- Les liens internes (vers d'autres articles de Wikipédia) sont à choisir avec parcimonie. Créez des liens vers des articles approfondissant le sujet. Les termes génériques sans rapport avec le sujet sont à éviter, ainsi que les répétitions de liens vers un même terme.
- Les liens externes sont à placer uniquement dans une section « Liens externes », à la fin de l'article. Ces liens sont à choisir avec parcimonie suivant les règles définies. Si un lien sert de source à l'article, son insertion dans le texte est à faire par les notes de bas de page.
- La présentation des références doit suivre les conventions bibliographiques. Il est recommandé d'utiliser les modèles {{Ouvrage}}, {{Chapitre}}, {{Article}}, {{Lien web}} et/ou {{Bibliographie}}. Le mode d'édition visuel peut mettre en forme automatiquement les références.
- Insérer une infobox (cadre d'informations à droite) n'est pas obligatoire pour parachever la mise en page.

Pour une aide détaillée, merci de consulter Aide:Wikification.
Si vous pensez que ces points ont été résolus, vous pouvez retirer ce bandeau et améliorer la mise en forme d'un autre article.
MNDO, ou Modified Neglect of Diatomic Overlap (en français : négligence modifiée du recouvrement [différentiel] diatomique) est une méthode semi-empirique de calcul quantique des structures électroniques moléculaires en chimie numérique. Elle est basée sur l'approximation intégrale Neglect of Diatomic Differential Overlap et a remplacé la méthode précédente MINDO. Elle fait partie du logiciel MOPAC et a été développée dans le groupe de Michael Dewar. Elle fait aussi partie des logiciels AMPAC (en), GAMESS (US) (en), PC GAMESS, GAMESS (UK) (en), Gaussian, ORCA (en) et CP2K (en).
Elle a ensuite été largement remplacée par deux nouvelles méthodes, PM3 (en) et AM1, qui sont similaires mais ont des méthodes de paramétrage différentes.
L'extension du groupe de Walter Thiel (en), appelée MNDO/d,, qui ajoute des fonctions d, est largement utilisée pour les composés organométalliques. Elle fait partie de GAMESS (UK) (en).
MNDOC,,, également du groupe de W. Thiel, ajoute explicitement des effets de corrélation par le biais de la théorie des perturbations du second ordre avec les paramètres ajustés à l'expérience à partir du calcul corrélé. De cette façon, la méthode devrait donner de meilleurs résultats pour les systèmes où la corrélation est particulièrement importante et différente de celle des molécules à l'état fondamental du jeu de données d'entraînement MNDO. Cela inclut les état excités et les états de transition. Cependant, Cramer soutient que "le modèle n'a pas été comparé à d'autres modèles NDDO avec l'étendue nécessaire pour vérifier si le formalisme remplit son potentiel".